# Мендзылесе (станция)
Мендзылесе (пол. Międzylesie) — товарно-пассажирская станция на польско-чешской границе. Расположенная в городе Мендзылесе, в Нижнесилезском воеводстве Польши. Имеет две платформы и три пути.
Станция, расположенная на международной железнодорожной линии Вроцлав — Клодзко — Прага, была построена в 1875 году, когда город Мендзылесе (Миттельвальде; нем. Mittelwalde) был в составе Королевства Пруссия.